# Brian Priestman
Brian Priestman, né le 10 février 1927 à Birmingham (Angleterre) et mort le 18 avril 2014 à Broze (Tarn), est un chef d'orchestre britannique.

## Biographie
Diplômé de l'Université de Birmingham et du Conservatoire royal de Bruxelles (Belgique), il fonde l'Opera da Camera et l'Orchestra da Camera de Birmingham et devient leur principal chef d'orchestre.
Il est directeur musical du Royal Shakespeare Theatre à Stratford-upon-Avon (1960-1963), de l'Orchestre symphonique d'Edmonton (1964-1968), de la Handel Society de New York (1966-1970), chef d'orchestre résident de l'Orchestre symphonique de Baltimore (1968-1970), directeur musical de l'Orchestre symphonique du Colorado à Denver (1970-1978), chef d'orchestre principal de l'Orchestre national de Nouvelle-Zélande (1973-1976), directeur musical de l'Orchestre philharmonique de Floride (1977-1980), chef d'orchestre principal de l'Orchestre symphonique du Cap (1980-1986) et chef d'orchestre invité principal de l'Orchestre symphonique de Malmö (1988-1990).
En parallèle, il a dirigé plus de 300 concerts pour la BBC et a été invité par la plupart des grands orchestres de Grande-Bretagne, Scandinavie, Belgique, Australie, etc. Il a aussi enregistré la totalité des opéras de Haendel, a enseigné pour l'Université du Cap (1980-1986) et signé de nombreux articles dans des revues de musique ou des encyclopédies.